# Гилрой, Норман Томас
Норман Томас Гилрой (англ. Norman Thomas Gilroy; 22 января 1896, Сидней — 21 октября 1977, Сидней) — австралийский кардинал. Епископ Порт-Огасты с 10 декабря 1934 года по 1 июля 1937 года. Титулярный архиепископ Чипселы и коадъютор с правом наследования Сиднея с 1 июля 1937 года по 8 марта 1940 года. Архиепископ Сиднея с 8 марта 1940 года по 9 июля 1971 года. Кардинал-священник с 18 февраля 1946 года, с титулом церкви Санти-Куаттро-Коронати с 22 февраля 1946 года. Кардинал-протопресвитер со 2 августа 1977 года. Австралиец года (1970).